# Ярково (Новосибирская область)
Ярково — село в Новосибирском районе Новосибирской области, центр Ярковского сельсовета.

## География
Село расположено на берегах реки Тула.

## Население
| 1926 | 2002  | 2007  | 2010  | 2021  |
| ---- | ----- | ----- | ----- | ----- |
| 1119 | ↗5216 | ↘5121 | ↗5379 | ↘3482 |

## История
Ярково, ранее называлось Кочушкино, было образовано в 1836 году. Имелась школа, изба-читальня, две лавки, сельсовет, почтовое отделение. На основании переписи 1928 года количество хозяйств 211, население 1119 человек, 529 мужчин, 590 женщин.
Ярковский сельсовет объединяет села: Ярково, Сенчанка, Пайвино, Шилово и Новошилово.Он был создан из 4 сельсоветов - Шиловского, Дмитриевского, Сенчанского и Ярковского.
Село Пайвино, ранее Чащино, образовано примерно в 1776 году. Село было большое, более 300 дворов, церковь, школа, лавки и магазины купцов, маслозавод.
Село Шилово образовалось в 1526 году. Оно называлось село у озера Белого (Старошилово). Количество хозяйств 301, население 1423 человека. В основном население состояло из мордовцев и русских. Здесь был сельсовет, школа.
Село Сенчанка - примерная дата образования 1850 год. Количество хозяйств 401, население 2041 человек. Здесь была школа, лавка, почтовое отделение.
Село Ярково, ранее называлось Кочушкино, было образовано в 1836 году. Имелась школа, изба читальня, две лавки, сельсовет, почтовое отделение. На основании переписи 1928 года количество хозяйств 211, население 1119 человек, 529 мужчин,590 женщин.
Ранее Ярковский сельсовет относился в Верх-Ирменскому району, в настоящее время Ярковский сельсовет входит в состав муниципальных поселений  Новосибирского района Новосибирской области. На его территории расположено 5 населённых пунктов. Численность населения на 01.01.2014 года составила 6815 человек. Все население сельское. Крупным селом является - с. Ярково. Этнический состав населения следующий: русские, казахи, армяне, грузины, эстонцы, украинцы, белорусы, алтайцы. В целом динамика демографической ситуации в поселении совпадает с тенденциями демографического развития района. Территория поселения общей площадью 28415 га расположена в юго-восточной части Новосибирской области на расстоянии 35 км от областного центра г.Новосибирска, в 35 км от районного центра и в 30 км от ближайшей железнодорожной станции г. Новосибирска. Протяженность поселения с севера на юг составляет 23км и с запада на восток 35 км.
По агрономическому районированию территория относится к умеренно -теплому недостаточно увлажненному агроклиматическому подрайону. Абсолютный максимум температуры воздуха +38° ( май - июль), абсолютный минимум - 50° ( январь).
МО Ярковский сельсовет обладает достаточными возможностями развития экономики - природоресурсным, трудовым, производственным потенциалом.
Специализацией поселения является производство продукции сельского хозяйства. Данным видом деятельности занимаются 2  акционерных общества, ООО "Шиловское", ЗАО  СХП «Ярковское»,  49 крестьянских фермерских хозяйств, 370 личных подсобных хозяйств. По почвенному районированию территории наших хозяйств относятся к лесостепной зоне серых лесных почв, оподзоленных, выщелоченных и обыкновенных черноземов. На территории хозяйств черноземы занимают более 60% почв. Долины рек Тула и Верх-Тула хорошо разработаны, рельеф территории представляет приподнятую валообразную равнину, расчлененную логами и балками, что способствует возделыванию полей любыми сельскохозяйственными машинами.
Глава администрации: 
Конах Игорь Евгеньевич 
телефон приемной: (383) 293-48-05